# حبيل جازي (عبس)

تعديل مصدري - تعديل

حبيل جازي هي إحدى قرى عزلة الوسط بمديرية عبس التابعة لمحافظة حجة، بلغ تعداد سكانها 81 نسمة حسب تعداد اليمن لعام 2004.